# Bourscheid (Francja)
Bourscheid – miejscowość i gmina we Francji, w regionie Grand Est, w departamencie Mozela.
Według danych na rok 1990 gminę zamieszkiwało 121 osób, a gęstość zaludnienia wynosiła 30 osób/km² (wśród 2335 gmin Lotaryngii Bourscheid plasuje się na 924. miejscu pod względem liczby ludności, natomiast pod względem powierzchni na miejscu 1093.).

## Demografia
| Rok  | Liczba mieszk. |
| 1962 | 61             |
| 1968 | 67             |
| 1975 | 121            |
| 1982 | 130            |
| 1990 | 121            |
| 1999 | 227            |